# Beigestrupig apalis
Beigestrupig apalis (Apalis rufogularis) är en fågel i familjen cistikolor inom ordningen tättingar.

## Utseende och läte
Beigestrupig apalis är en rätt enfärgad apalis med mörkgrå ovansida och ljus undersida. Hanens huvudteckning varierar geografiskt, där den är helmörk på både huvud och bröst i nordväst, men ljus i resten av utbredningsområdet. Arten liknar grå apalis men har en beigefärgad anstrykning på undersidan. Lätet är ett grovt och snabbt upprepat "chree" som kan följas av ett pipigt ljud.

## Utbredning och systematik
Beigestrupig apalis delas in i sex underarter:
- rufogularis-gruppen
  - Apalis rufogularis sanderi – förekommer i sydvästra Nigeria (Lagos till Ife och Nigerfloden)
  - Apalis rufogularis rufogularis – förekommer från östra Nigeria till Kamerun, Gabon och Centralafrikanska republiken, Bioko
- angolensis-gruppen
  - Apalis rufogularis angolensis – förekommer i nordvästra Angola
  - Apalis rufogularis brauni – förekommer i västra Angola (Cuanza Sul)
- nigrescens-gruppen
  - Apalis rufogularis nigrescens – förekommer från sydvästra Sydsudan, Kongo-Kinshasa, Uganda, västra Kenya och nordvästligaste Tanzania söderut till nordöstligaste Angola och nordvästra Zambia
  - Apalis rufogularis kigezi – förekommer i sydvästra Uganda (Bwindis nationalpark)

### Familjetillhörighet
Cistikolorna behandlades tidigare som en del av den stora familjen sångare (Sylviidae). Genetiska studier har dock visat att sångarna inte är varandras närmaste släktingar. Istället är de en del av en klad som även omfattar timalior, lärkor, bulbyler, stjärtmesar och svalor. Idag delas därför Sylviidae upp i ett antal familjer, däribland Cisticolidae.

## Levnadssätt
Beigestrupig apalis hittas i fuktiga skogar på låg till medelhög höjd. Där ses den vanligen i par eller smågrupper i trädkronorna, ofta som en del av kringvandrande artblandade flockar.

## Status och hot
Arten har ett stort utbredningsområde, men tros minska i antal, dock inte tillräckligt kraftigt för att den ska betraktas som hotad. Internationella naturvårdsunionen IUCN listar arten som livskraftig (LC).